# Baruntse
Baruntse és una muntanya de la regió del Khumbu, a l'est del Nepal, coronada per quatre cims i envolta per tres glaceres: al sud per la glacera Hunku, a l'est per la glacera Barun i al nord-oest per la glacera Imja. El cim s'eleva fins als 7.162 msnm i té una prominència de 979 metres i forma part de la Mahalangur Himal, una secció de l'Himàlaia.
La muntanya va ser pujada per primera vegada, pel vessant sud, el 30 de maig de 1954 per Colin Todd i Geoff Harrow, membres d'una expedició neozelandesa dirigida per Sir Edmund Hillary.